# Johann Ludwig Nordtmann
Johann Ludwig Nordtmann (* 1701 in Lübeck; † 10. Juli 1772 ebenda) war ein deutscher Kaufmann und Ratsherr der Hansestadt Lübeck.

## Leben
Nordtmann war der Sohn des von der Insel Ösel stammenden Organisten am Lübecker Dom Johann Jacob Nordtmann († 1724), der gemeinsam mit Dietrich Buxtehude die Schnitger-Orgel im Dom abgenommen hatte. Johann Ludwig Nordtmann trat 1716 bei einem Lübecker Kaufmann in die kaufmännische Lehre. In der Zeit von 1729 führten ihn Reisen nach Stettin, Danzig und Königsberg. Nordtmann war Mitglied der Kaufmannskorporation der Lübecker Schonenfahrer und wurde als deren Ältermann 1761 in den Lübecker Rat erwählt.